# Torfmoos-Milchling
Der Torfmoos-Milchling (Lactarius sphagneti) ist eine Pilzart aus der Familie der Täublingsverwandten (Russulaceae). Es ist ein mittelgroßer Milchling mit einem dunkel ziegelfarbigen bis orangebraunen Hut und einem blasseren mehr oder weniger gerieften Hutrand. Die Lamellen sind blass ockerfarben bis ockergelb. Der Pilz wächst an moorigen Standorten bei Fichten meist inmitten von Torfmoospolstern. Die Fruchtkörper des ungenießbaren Milchlings erscheinen von August bis Anfang November.

## Merkmale

### Makroskopische Merkmale
Der Hut ist 2–5 cm breit, jung flach gewölbt, dann ausgebreitet oder mehr oder weniger niedergedrückt. Er kann bisweilen schwach gebuckel sein. Der Hutrand ist lange eingebogen und im Alter mehr oder weniger gerieft. Die sich fettig anfühlende Oberfläche ist glatt bis schwach höckerig. Sie ist trocken oder glänzt leicht speckig. Der Hut ist satt rot- bis orangebraun gefärbt, im Zentrum dunkler und eher rotbraun, während die Randzone meist auffallend heller gefärbt ist, häufig gelbbraun bis graurosa.
Die ziemlich breiten Lamellen sind mehr oder weniger breit an Stiel angewachsen. Sie sind weich und stehen ziemlich gedrängt, nur wenige sind gegabelt. Die jungen Lamellen sind cremefarben und leicht rötlich getönt, später sind sie ockergelb bis rötlichocker gefärbt. Das Sporenpulver ist blass cremefarben.
Der zylindrische bis keulige und manchmal etwas zusammen gedrückte Stiel ist 3–7 cm lang und 0,5–1 cm dick. Die Oberfläche ist glatt bis schwach netzig-aderig und rötlich- bis orangebraun gefärbt. Zur Stielspitze hin wird die Färbung heller, mehr graurosa bis beige. Das Stielinnere ist im Alter hohl.
Das rosaockerliche bis hellockerfarbene Fleisch schmeckt mild. Es riecht ähnlich wie der Eichen-Milchling, aber schwächer. Die weiße bis wässerig-weiße Milch ist ziemlich reichlich und zuerst unveränderlich. Nach 2–3 Stunden aber gilbt sie meist schwach auf einem weißen Tuch. Auch sie schmeckt anfangs mild, doch nach einer Weile leicht schärflich.

### Mikroskopische Merkmale
Die fast rundlich bis elliptischen Sporen sind durchschnittlich 7,1–8,3 µm lang und 5,8–6,9 µm breit. Der Q-Wert (Quotient aus Sporenlänge und -breite) ist 1,0–1,4. Das Sporenornament wird 0,8–1,3 (1,5) µm hoch und ist sehr stark amyloid. Es besteht aus Rippen und mehr oder weniger verlängerten Warzen, die fast vollständig netzartig verbunden sind. Isoliert stehende Warzen kommen spärlich bis ziemlich häufig vor. Der Hilarfleck ist normalerweise inamyloid.
Die keuligen, 4-sporigen Basidien sind 30–55 µm lang und 8–12 µm breit. Die zerstreuten bis ziemlich zahlreichen Pleuromakrozystiden messen 40–80 × 6–9 µm. Sie sind mehr oder weniger zylindrisch bis schmal spindelig oder pfriemförmig. Ihr oberes Ende ist ziemlich spitz. Die Lamellenschneiden sind mehr oder weniger steril, auf ihnen findet man meist zahlreiche, mehr oder weniger zylindrische bis pfriemförmige Cheilomakrozystiden, die 25–35 µm lang und 4–6,5 µm breit sind. Typischerweise laufen sie nach oben spitz zu.
Die Huthaut (Pileipellis) ist ein Ixooedotrichoderm aus unregelmäßig verflochtenen, 3–15 µm breiten Hyphen. Die mehr oder weniger zylindrischen Hyphenenden sind (20) 25–80 µm lang und 3–5,5 µm breit. Sie bilden eine cutisartige Schicht über der Subpellis. Die Hyphen in der Subpellis sind ca. 8–12 µm breit und aufgeblasen.

## Artabgrenzung
Der Torfmoos-Milchling kann mit einer ganzen Reihe von Arten verwechselt werden, besonders leicht mit dem Braunroten Milchling (Lactarius badiosanguineus) und dem Flatter-Milchling (Lactarius tabidus), die beide an vergleichbaren Standorten vorkommen können. Im Feld erkennt man den Torfmoos-Milchling an seinem irgendwie zweifarbigen Hut, der eine dunkle Mitte und einem viel blasseren Rand hat, sowie anhand seiner sehr blassen Lamellen. Unter dem Mikroskop sind besonders die stark amyloiden, netzartig ornamentierten Sporen und die sehr langen Hyphenenden auffällig.
Der Braunrote Milchling hat einen einfarbigen, rotbraunen Hut ohne hellere Randzone, sowie Sporen deren Ornament aus streifig angeordneten Rippen besteht, die nur teilweise netzartig verbunden sind. Der Flatter-Milchling hat eine gilbende, etwas bittere Milch.
Ebenfalls sehr ähnelt ist der Rotbraune Milchling (L rufus), der aber meist an trockeneren Standorten vorkommt. Er hat eine, weiße, brennend scharfe und unveränderliche Milch.

## Ökologie
Der Torfmoos-Milchling ist ein Mykorrhizapilz, der mit verschiedenen Nadelbäumen eine Symbiose eingehen kann. Sein wichtigster Wirt ist die Fichte, seltener geht er auch mit Kiefern eine symbiotische Partnerschaft ein. Als typischer Hochmoorpilz bevorzugt der Milchling feuchte bis staunasse, bodensaure und nährstoffarme Standorte. Man findet ihn daher häufig in Hochmooren, aber ebenso in staunassen Fichten-Tannen-, Fichten-Birken- und Moor-Fichtenwäldern.
Die Fruchtkörper erscheinen meist gesellig von August bis Anfang November, gewöhnlich inmitten von dicken Torfmoospolstern aber auch zwischen anderen Moosen.

## Verbreitung

Verbreitung des Torfmoos-Milchlings in Europa
Legende:
grün = Länder mit Fundmeldungen
weiß = Länder ohne Nachweise
hellgrau = keine Daten
dunkelgrau = außereuropäische Länder

Die europäische Art ist überwiegend in Nordwest- (Schottland, Island), Nord- und Nordosteuropa verbreitet. In Mitteleuropa ist sie eher selten, während der Milchling in Fennoskandinavien zumindest lokal recht häufig vorkommen kann.
In Deutschland wurde der Milchling in mehreren Bundesländern nachgewiesen, die Art geht aber überall zurück, weshalb sie als stark gefährdete Art (RL2) auf der deutschen Roten Liste steht. Auch in der Schweiz ist der Torfmoos-Milchling nicht häufig.

## Systematik
Der Torfmoos-Milchling wurde erstmals 1855 durch Lindblad in seiner Milchlings Monographie als Lactarius subdulcis var. sphagneti beschrieben.
1956 erhob W. Neuhoff die Varietät als L. sphagneti zur Art. Lactarius subdulcis var. badius Gillet (1876) wird heute als taxonomisches Synonym angesehen.

### Infragenerische Systematik
Bei Basso und Heilmann-Clausen steht der Torfmoos-Milchling in der Sektion Russulares, die Basso weiter in die Untersektion Russulares, in der der Torfmoos-Milchling steht, und die Untersektion Lacunari unterteilt. Die Vertreter der Untersektion Russulares haben eine weiße, mehr oder weniger unveränderliche Milch und einen ockergelb bis rot- oder violettbraun gefärbten Hut. Bei Bon steht der Milchling in der Sektion Tabidi. Die Vertreter der Sektion Tabidi haben glatte, irgendwie braune Hüte und eine mehr oder weniger gilbende Milch.

## Bedeutung
Der Milchling ist kein Speisepilz.